# Přimda
Přimda település Csehországban, Tachovi járásban. Přimda Stráž, Hošťka, Bor, Třemešné, Staré Sedliště és Rozvadov településekkel határos. Lakosainak száma 1621 fő (2024. január 1.).

## Népesség
A település lakosságának változását az alábbi diagram mutatja:
| Lakosok száma | 3017 | 2910 | 2888 | 1117 | 1096 | 1481 | 1564 | 1584 | 1404 | 1621 |
|               | 1869 | 1900 | 1921 | 1961 | 1980 | 2011 | 2016 | 2019 | 2021 | 2024 |